# Wszyscy na scenę
Wszyscy na scenę (ang. The Band Wagon) – amerykański film muzyczny z 1953 roku w reżyserii Vincente Minnellego z Fredem Astaire i Cyd Charisse w rolach głównych.

## Opis
Oryginalny tytuł filmu – The Band Wagon – to również tytuł rewii z 1931 roku wystawianej w New Amsterdam Theatre na Broadwayu, autorstwa Arthura Schwartza i Howarda Dietza, w której Fred Astaire po raz ostatni występował ze swoją siostrą Adele. Muzyka z tej rewii została także wykorzystana w filmie Dancing in the Dark z 1949 roku (w roli głównej – William Powell), wyprodukowanym przez wytwórnię 20th Century Fox.
Początkowo film Wszyscy na scenę miał być zatytułowany I Love Louise, jednak producent Arthur Freed odkupił od 20th Century Fox prawa do tytułu The Band Wagon.
Z broadwayowskiej rewii pozostawiono w filmie pięć utworów: "Dancing in the Dark", "I Love Louise", "The Beggar Waltz", "High and Low" oraz "New Sun in the Sky". Kolejnych siedem utworów pochodzi z innych musicali Schwartza ("I Guess I'll Have to Change My Plan", "A Shine on Your Shoes", "Something to Remember by You", "Triplets", "By Myself"), a dwa zostały napisane specjalnie na potrzeby filmu ("That's Entertainment", "The Girl Hunt").

## Obsada
- Fred Astaire jako Tony Hunter
- Cyd Charisse jako Gabrielle Gerard
- Oscar Levant jako Lester Marton
- Nanette Fabray jako Lily Marton
- Jack Buchanan jako Jeffrey Cordova
- James Mitchell jako Paul Byrd
- Ava Gardner jako ona sama

## Fabuła
Głównym bohaterem filmu jest Tony Hunter – aktor i tancerz, którego kariera filmowa chyli się ku upadkowi. Hunter wraca do Nowego Jorku, aby wystąpić na Broadwayu w sztuce napisanej dla niego przez znajomych dramaturgów – Lily i Lestera Martonów. Reżyserem spektaklu ma być genialny aktor, pisarz i reżyser Jeffrey Cordova. Początkowo sztuka ma być lekką komedią o pisarzu, który dla pieniędzy tworzy poczytne kryminały, jednak Cordova przekształca spektakl we współczesną wersję historii Fausta, obsadzając siebie w roli Diabła, a Huntera w roli Fausta. Obsadę uzupełnia młoda tancerka Gabrielle Gerard. Premiera kończy się niepowodzeniem, a Hunter postanawia wystawić spektakl z tym samym zespołem, lecz w pierwotnej komediowej wersji, i w celu sfinansowania tego przedsięwzięcia sprzedaje swoją kolekcję obrazów. Zespół odbywa z nowym programem tournée po kraju. Tony zakochuje się w Gabrielle, lecz obawia się wyznać jej swe uczucia. Sztuka okazuje się sukcesem i zespół występuje ponownie na Broadwayu. Po udanym przedstawieniu Gabrielle wyznaje Tony'emu miłość.

## Lista utworów
Wszystkie utwory autorstwa Arthura Schwartza i Howarda Dietza. Wykonanie: orkiestra pod dyrekcją Adolpha Deutscha.
1. "By Myself"
  - Fred Astaire (śpiew)
2. "A Shine on Your Shoes"
  - Fred Astaire, Leroy Daniels (śpiew)
3. "That's Entertainment"
  - Jack Buchanan, Nanette Fabray, Oscar Levant, Fred Astaire (śpiew)
  - Jack Buchanan, Nanette Fabray, Oscar Levant, Cyd Charisse (dubbing – India Adams), Fred Astaire (śpiew)
4. "The Beggars Waltz"
  - Cyd Charisse, James Mitchell i balet (taniec)
5. "Dancing in the Dark"
  - Fred Astaire, Cyd Charisse (taniec)
6. "You and the Night and the Music"
  - Fred Astaire, Cyd Charisse (taniec)
7. "Something to Remember You By"
8. "High and Low"
9. "I Love Louisa"
  - Fred Astaire, Oscar Levant, Nanette Fabray (śpiew)
10. "New Sun in the Sky"
  - Cyd Charisse (dubbing – India Adams)
11. "I Guess I'll Have to Change My Plan"
  - Fred Astaire, Jack Buchanan (śpiew)
12. "Louisiana Hayride"
  - Nanette Fabray (śpiew)
13. "Triplets"
  - Fred Astaire, Nanette Fabray, Jack Buchanan (śpiew)
14. "The Girl Hunt"
  - Fred Astaire, Cyd Charisse (taniec)

## Nagrody
- W 1953 film otrzymał trzy nominacje do Oscara: Mary Ann Nyberg za najlepsze kostiumy, Adolph Deutsch za najlepszą muzykę filmową oraz Betty Comden i Adolph Green za najlepszy scenariusz[4].
- W 1995 roku Wszyscy na scenę zostało wpisane na listę National Film Registry, będącą wykazem najważniejszych filmów w dorobku amerykańskiej kinematografii, wytypowanych do przechowania w Bibliotece Kongresu[5].
- Wszyscy na scenę zostało w 2006 roku uznane przez Amerykański Instytut Filmowy za jeden z 25 najlepszych filmów muzycznych wszech czasów[6].

## Ciekawostki
- Krytycy dopatrywali się w filmie Wszyscy na scenę odniesień do kariery filmowej Freda Astaire'a, która wówczas znajdowała się w martwym punkcie[7].

- Grany przez Astaire'a Tony Hunter w jednej ze scen zauważa, że Gabrielle Gerard jest dla niego zbyt wysoką partnerką. W rzeczywistości tak było – Cyd Charisse w całym filmie tańczy w butach na płaskim obcasie (oprócz sceny "The Girl Hunt")[7].

- Uważa się, że postacie Lily i Lestera Martonów wzorowane są na parze scenarzystów – Betty Comden i Aldophie Greenie, zaś postać Jeffreya Cordovy na osobie José Ferrera, który w tym czasie był producentem czterech spektakli na Broadwayu, a w kolejnym występował jako aktor[7].

- Z filmu wycięto scenę "Two-Faced Woman", w której występują Cyd Charisse i Oscar Levant. Została ona zamieszczona na wydaniu DVD[7].

- W jednej z początkowych scen widać w tle plakat reklamujący przedstawienie "Every Night At Seven". Jest to tytuł spektaklu, w którym grali Fred Astaire i Jane Powell w filmie Królewskie wesele (1951)[7].

- W scenie nieudanej próby przed premierą spektaklu w Bostonie wykorzystano dekoracje i kostiumy z filmów Rewia na Broadwayu (1945), Amerykanin w Paryżu (1951) i Cienki lód (1952)[7].

- W filmie wielokrotnie można zobaczyć plakat z tytułem "The Proud Land" (między innymi w scenie "The Girl Hunt"), który jest tytułem książki z filmu Vincente Minellego Zły i piękny (1952)[7].

- Utwór "By Myself" śpiewany w filmie przez Freda Astaire'a był później wykonywany przez Jerry'ego Lewisa w filmie Umiarkowany bandyta (1957) i Judy Garland w filmie I dalej będę śpiewać (1963)[7].